# Gilbert Bossuyt
Pour les articles homonymes, voir Bossuyt.
Gilbert Paul Vincent Bossuyt est un homme politique belge (membre du sp.a) né à Lauwe le 26 septembre 1947 et mort le 17 avril 2023 à Menin.

## Biographie
Après des études de droit à l'université libre de Bruxelles, Gilbert Bossuyt devient secrétaire national de la centrale des travailleurs du secteur du textile ABVV de 1971 à 1981. Il est conseiller municipal de Menin depuis 1971, a été maire de la ville de 1989 à 1994 et a été réélu pour un nouveau mandat en 2001. Gilbert Bossuyt a également été député de 1981 à 1995 et membre du parlement flamand de 1981 à 2009. Il l'est à nouveau à partir de 2004. Gilbert Bossuyt est ministre des Transports, des Travaux publics et de l'Énergie de 2003 à 2004.

## Décoration
- Commandeur de l'ordre de Léopold